# Пуштуністан

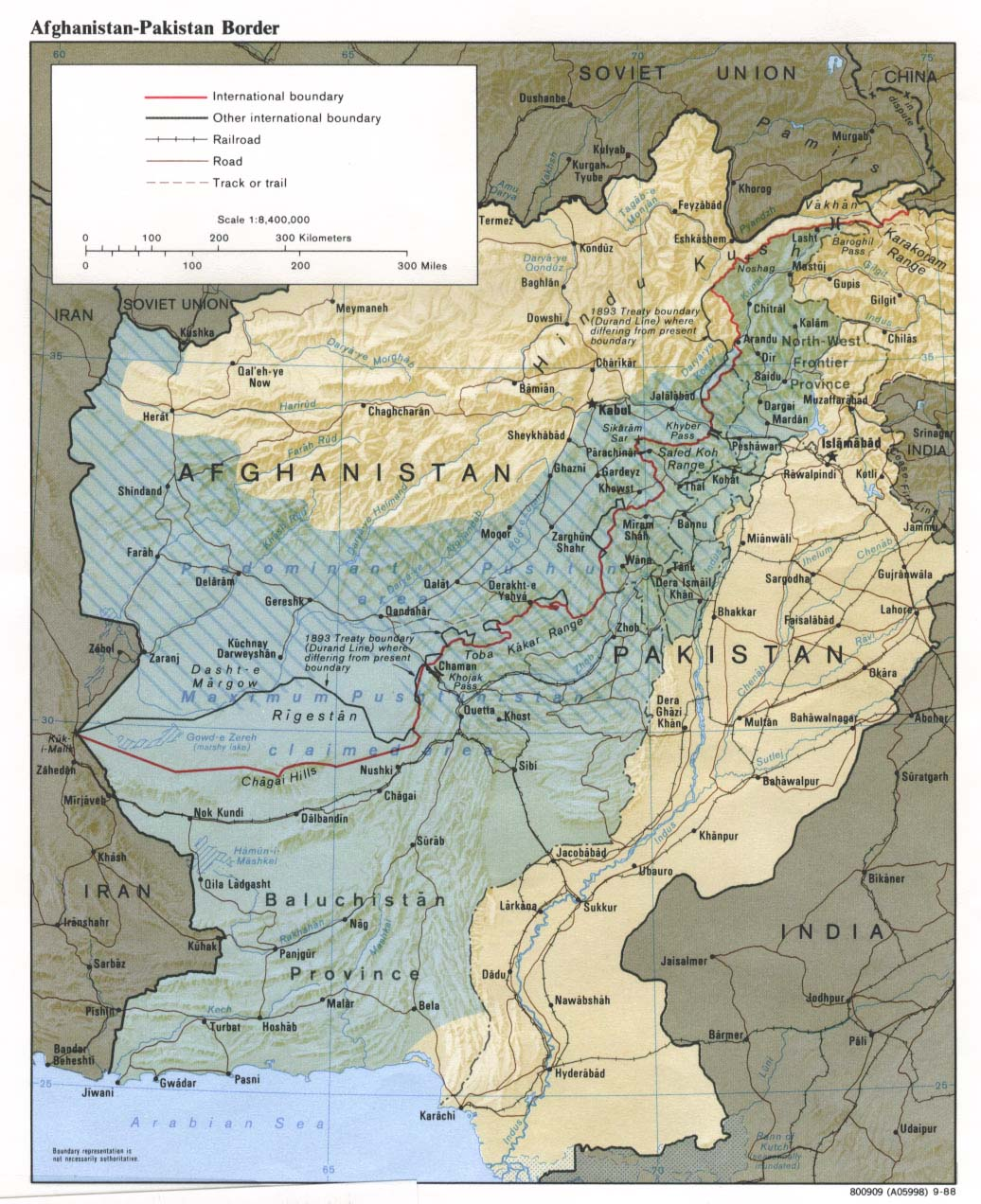
Приблизні межі розселення пуштунів показані на карті штрихуванням, блакитним кольором показана територія максимальних зазіхань пуштунських націоналістів щодо території гіпотетичної держави «Пуштуністан»

Пуштуністан (пушту پښتونستان — у перекладі «земля пуштунів») — сучасний термін, використовуваний для позначення історичної області, населеної пуштунами і народами, які можуть розглядатися як їх безпосередні предки з 1-го тисячоліття до нашої ери. Приблизно з третього століття нашої ери цю область стали також називати Афганістан.
Пуштуністан був політично розділений в 1893 році між Афганістаном та Британською Індією по лінії Дюранда, умовного і майже не демаркованого кордону. З кінця 1940-х років, після розпаду Британської Індії та створення Пакистану, пуштунські націоналісти періодично пропонували концепцію створення незалежної держави Пуштуністан.

## Походження та історія назви
Поняття «Пуштуністан» майже збігається з поняттям «Афганістан» у значенні, в якому вживали з середніх століть до початку ХХ століття. Слово «Афганістан» зустрічається ще в VI столітті н. е. у індійського астронома і математика Варахаміхіра, у працях китайського мандрівника Сюаньцзана (VII століття) та арабського вченого Ібн Баттуті (XIII століття). Це поняття в Індії вже було в активному використанні на початку правління Великих Моголів — при падишасі Бабурі (середина XVII століття). Термін «афганці» як назва народу використовується, принаймні, починаючи з ісламського періоду. На думку ряду вчених, слово «афганський» з'являється вперше в історії в 982 році; тоді під ним розумілися афганці різних племен, що жили на західному кордоні гір уздовж річки Інд.
Назва Пуштуністан (пушту پښتونستان) походить від північноіндійського (на мов. хіндустані) слова «Патханістан» (урду پشتونستان, суч. гінді पठानिस्तान). Перський історик XVI століття Феришта писав, що пуштуни називають свій регіон «Афганістан», а народи Індії називають його «Патханістан». Саме поняття Пуштуністан було взято з старого пуштунського слова — «Пахтунхва». Як і багато інших слів з мов хінді і урду, слово «Патханістан» увійшло в лексику пушту. Активісти руху за незалежність Пуштуністану (наприклад, Худай Хідматгаран) самі незабаром почали використовувати слово «Патханістан» для позначення областей, населених пуштунами, і надалі слово «Пуштуністан» стало широко вживаним серед населення. Відомо також, що термін «Пуштуністан» використовувався британською колоніальною владою в Індії з кінця XIX століття.

## Пуштуни

### Етногенез пуштунів

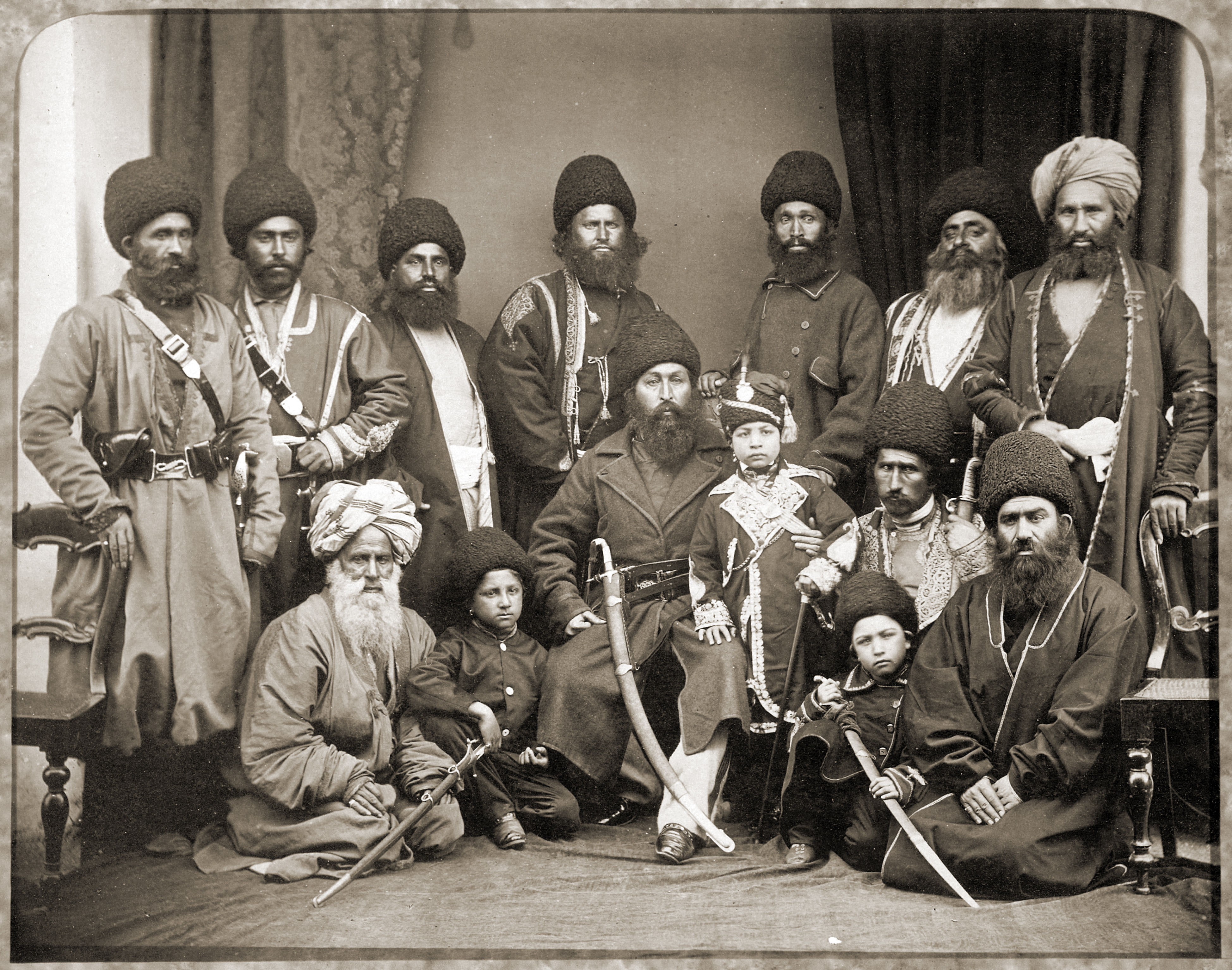
Емір Шир-Алі з принцом Абдуллою Джаном та афганськими Сердарами. 1869

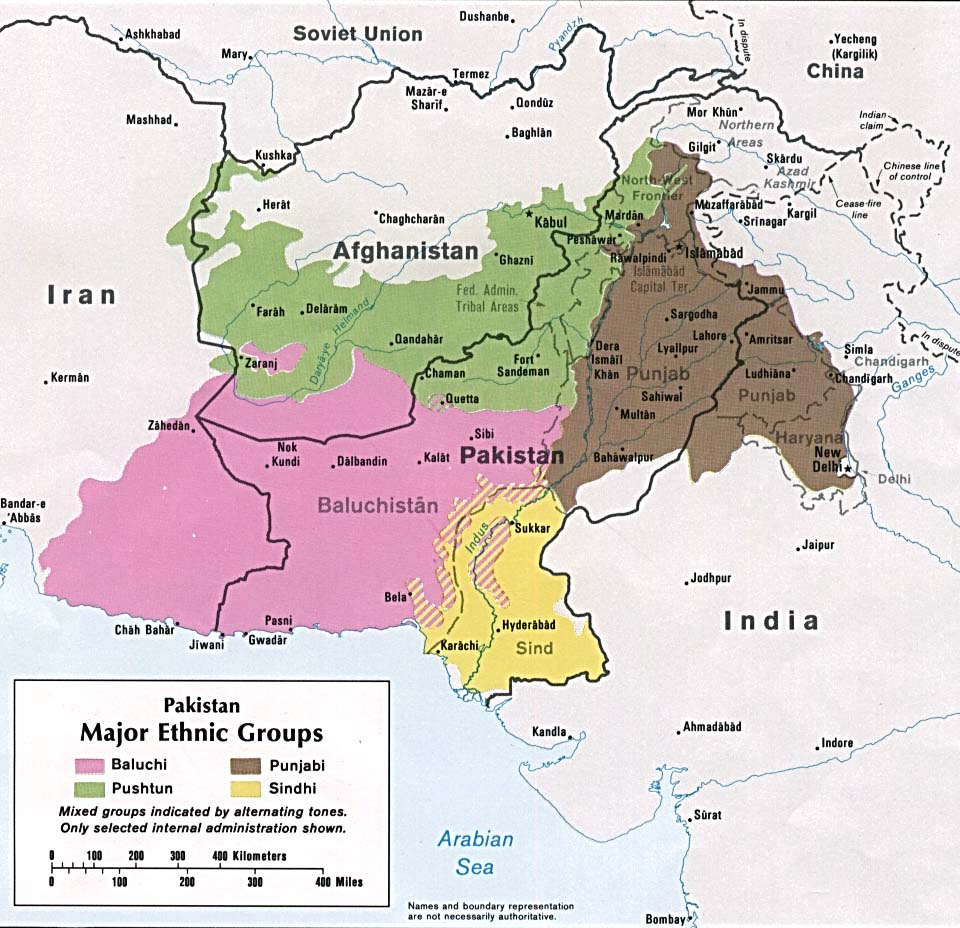
Основні етнічні групи Пакистану. Пуштуни показані зеленим.

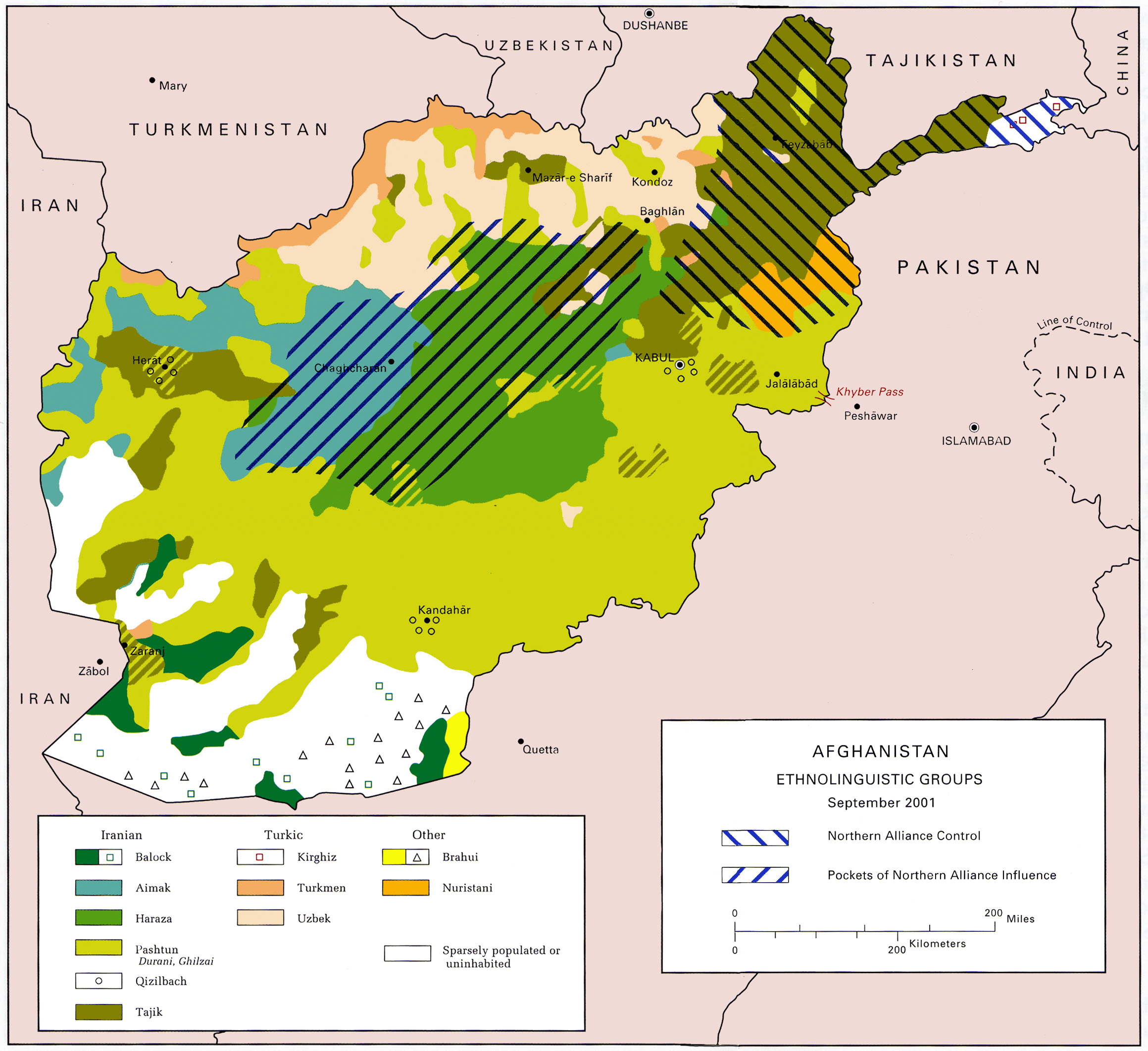
Етнолінгвістичні групи Афганістану. Пуштуни показані гірчичним.

Формування протопуштунських племен вивчено не до кінця. Перш за все, неясно, наскільки строго протягом історії відповідав пуштунам екзоетнонім афган, а також походження терміна. У XIX столітті норвезьким вченим Християном Лассеном було висловлено припущення про зв'язок пізнього індоарійського етноніму avagāṇa з санскритським ашвака (аśvaka), назвою одного з племен стародавніх камбоджів, що населяли, згідно з індійськими джерелами, північний схід сучасного Афганістану, в районі Гіндукушу. Етнонім ашвака явно пов'язаний з санскритським «кінь» (санскр. аśva-) і може означати як «конярі», так і «вершники». Північно-західні землі Камбоджі та Балхіки (Бактрії) славилися в Стародавній Індії розвиненим конярством. Знаменитий індійський вчений Паніні, вживаючи для цього народу назву «ашвака», згадує також іранську форму «aspa». Давньогрецькі автори згадують в цьому регіоні як аспасіїв (Aspasioi, з глоси Hippasii), так і ассакенів (Assakenoi, ср пушту آس ās «кінь»).
Під час вторгнення через Гіндукуш в Індію саків (т. зв. індо-скіфів), що почалося у II ст. до н. е., відбулася міграція камбоджів на південь. Походження пуштунів з Бактро-Бадахшанського регіону підтверджують дані мовознавства, що встановлюють віддалений зв'язок мови пушту з памірськими мовами і розташовують її в проміжне положення між муджанськими та південнопамірськими (ішкашимською та сангліцькою). Ранню ж міграцію на південь підтверджують численні стародавні запозичення в пушту з індоарійських мов.
Надалі Індо-Гіндукушський регіон ставав ареною експансії нових хвиль завойовників з Середньої Азії: тохарів-кушан (юечжі, I ст. н. е.), ефталітів (IV ст.), тюрків-Газневидів (X ст.). Ці землі підкоряли Сасаніди, араби, Саманиди. Вважається, що всі вони так чи інакше залишили слід в етногенезі пуштунів.
Острівцем серед Індо-Гінудкушського регіону, де внаслідок численних завоювань етнічна ситуація була дуже нестабільна, виявилися гори між Індом, Кабулом і басейном Гильменду, названі Сулеймановими (переважно, розташовані на території сучасного Пакистану, в області Вазиристан), які стали історичною прабатьківщиною пуштунських племен, де їх практично не торкнулося арабське завоювання. Ім'я афганців в мусульманській літературі вперше з'являється в X ст. у трактаті «Худуд аль-алам» і у аль-Утбі в хроніці Махмуда Газневі. Попри підпорядкування Пешавару і далі Північної Індії, що лежали поруч з Газні Афганські гори були непідконтрольні Махмуду і його послідовникам. Розбій афганських горян сильно ускладнював сполучення між Газні і Пенджабом. До XIV ст. пуштунські племена не приймали і іслам, залишаючись вірними іранським віруваннями. Міграції афганських скотарів з малородючих гірських областей почалася ще в XI ст. Однак, починаючи з XIV ст., після руйнування Газні монголами, розорення і розсіювання її жителів цей процес помітно посилився. Пуштуни масово заселили долини Кабулу, Аргандабу та Гильменду. Мандрівник Ібн Батута, який відвідав Кабул в 1333 р писав:
  «Ми прибули до Кабула, що колись був великим містом, на місці якого зараз розташоване село, населене плем'ям персів, званим афганцями. В їх підпорядкуванні гори і ущелини, вони володіють великою силою і є, здебільшого, розбійниками.» 
Пуштунські племена не тільки частково асимілювали корінне землеробське населення, представлене переважно таджиками, але і включили до свого складу інші скотарські племена. Зокрема, приспускаться, що одне з найбільших пуштунських племінних об'єднань гільзаї представляють пуштунізованних тюрків-халаджі, ще в X ст. були самостійним народом і остаточно перейшли на пушту тільки в XVI ст.
У XVI–XVII ст. Індо-Гіндукушскій регіон став ареною боротьби між державами Сефевідів і Великих Моголів. Користуючись взаємним ослабленням цих двох держав, пуштунські племена почали засновувати власні держави (Афганські ханства). Кандагарський правитель Ахмад-Шах Дуррані з племені абдалі, стверджуючи свою владу з 1747 р, зміг підпорядкувати інші пуштунські племена, які до того часто ворогували між собою, і заснувати першу справжню афганську державу — Дурранійську імперію, яка підпорядкувала, в тому числі, на півночі від Гіндукуша області Герата та Балх. Відтоді експансія пуштунських племен, що заохочується урядом, почала ще більше посилюватися. Пуштуни масово переселилися в північні області Афганістану. Навіть у підпорядкованій Британської Індії пуштуни просувалися все далі на північ і північний схід, де сильно тіснили дардів.

### Чисельність
На 2009 рік в Пакистані проживало близько 27 млн пуштунів. Крім того, на північному заході країни проживає близько 1 700 000 переважно пуштунських, біженців з Афганістану. 2010 року понад 12 мільйонів пуштунів проживало в Афганістані. Більшість афганських пуштунів проживає в південній частині країни, в місті Кандагарі чисельність пуштунів становить близько 70%. В інших великих містах пуштуни складають від 5 до 50% від загальної чисельності населення. Це пояснюється тим, що більшість пуштунів Афганістану проживає в сільській місцевості. За одними даними, в Карачі проживає більше пуштунського населення (7 млн. чоловік), ніж в Кабулі, Пешаварі та Ісламабаді разом узятих. Карачі — найбільший центр пуштунської культури. За іншими даними, в Карачі проживає всього 1 500 000 пуштунів. В пакистанському Белуджистані пуштуни складають 40% від загальної чисельності населення провінції (тобто 40% від 7914000 чол.).

## Стародавня історія
Під час вторгнення через Гіндукуш в Індію саків, що почалося у II ст. до н. е., відбувається міграція камбоджів на південь. Походження пуштунів з Бактро-бадахшанського регіону підтверджують лінгвістичні дані, що встановлюють віддалений зв'язок мови пушту з памірських мов і поміщають її в проміжне положення між мунджанськими та південнопамірськими (ішкашимською та сангліцькою). Ранню ж міграцію на південь підтверджують численні стародавні запозичення в пушту з індоарійських мов.
Надалі Індо-Гіндукушський регіон ставав ареною експансії нових хвиль завойовників з Середньої Азії: тохарів-кушан (китайська назва — юечжі, I ст. н. е.), ефталітів (IV ст.), тюрків-газневидів (X ст.). Ці території в V–VI століттях перебували під владою Ірану при Сасанідах, пізніше зазнали арабське вторгнення, а у IX–X століттях перебували під контролем держави Саманідів. Ймовіро, що всі ці завоювання так чи інакше залишили слід в етногенезі пуштунів.
.

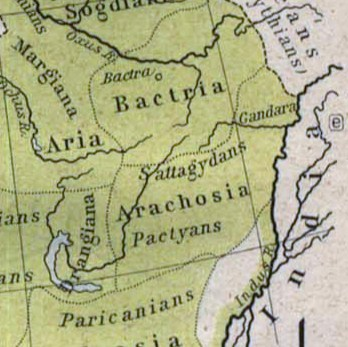
Арахозії

З арабським завоюванням пов'язаний початок поширення серед пуштунів ісламу. Цей процес стимулювався також і тим, що частина арабів осіла на території Пуштуністану в районі Сулейманових гір і поступово асимілювалася, передавши місцевому населенню свої культурно-релігійні традиції. Потім Пуштуністан послідовно потрапляв під владу різних мусульманських держав Середньої Азії — тюркської держави Газневидів (у цей період Лахор став другим за важливістю містом цієї держави), потім держави Гуридів. У XIII столітті територія, населена пуштунами, зазнала монгольської навали, яка торкнулася переважно перських міст на півночі країни. У XIV і XV столітті династія Тимуридів взяла під контроль довколишні міста і селища, а Бабур в 1504 році захопив Кабул.

### Делійський султанат і Дурранійська імперія
Біля витоків делійського султанату стояли Гуриди — вихідці з афганської області Гор. Наприкінці XII століття Мухаммад Гурі, який зробив своєю столицею Лахор, влаштовував регулярні набіги на північний захід Індії. Його полководець Кутб-уд-Дін Айбек, що опанував Індією після перемог при Тараорі (1192) і Чанадаварі (1194), після смерті свого покровителя відокремився від Лахору і проголосив себе делійськими султаном.
Перші султани, будучи тюрками, культурно і політично тяжіли до іраномовного світу, проте третій султан, Ільтутмиш, зайняв стратегічні пункти північноіндійської рівнини і остаточно влаштувався в Делі. Після 30 років міжусобиць, що настали після його смерті в 1236 р., на престол зійшов Гійас уд-Дін балбал, якому довелося обороняти султанат від войовничих раджпутів і навали монголів.
Під кінець XIII століття Делійський султанат досяг вершини своєї могутності. Султан Ала уд-Дін Хальджі підкорив Гуджарат (бл. 1297) і Раджастхан (1301-12) і відстояв свої володіння від навали чагатаїв з Мавераннахру. Розпочате ним і його спадкоємцями просування на південь створило передумови для розпаду держави. За султана Мухаммада Туглака, який переніс столицю з Делі на Декан, армія мусульман зайшла на південь далі, ніж коли б то не було, — аж до Мадураю, де ними було засновано Мадурайський султанат.
Дурранійська імперія — історична держава, що включало в себе територію сучасних Афганістану, Пакистану, північно-східну частину Ірану та західну частину Індії. Була заснована в Кандагарі в 1747 році полководцем Ахмад-шахом Дуррані. Однак, за його наступників імперія розпалася на ряд самостійних князівств — Пешаварське, Кабульське, Кандагарське та Гератське. Дурранійська імперія часто розглядається як попередник сучасної держави Афганістан.

## Сучасна історія

### Європейський вплив

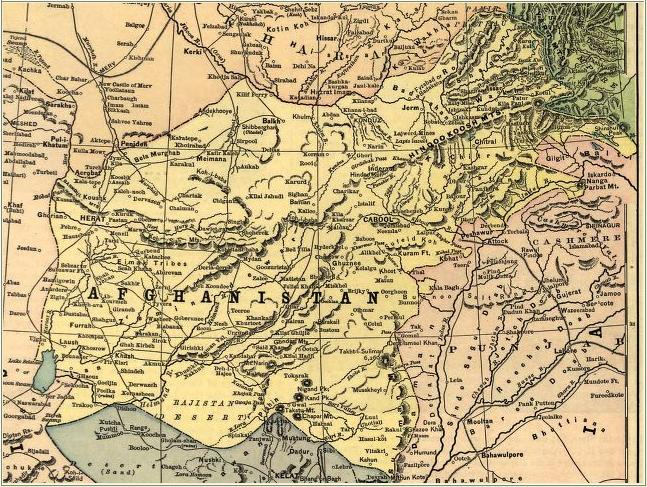
Афганістан у 1893 році, до проведення Лінії Дюранда.

Після падіння імперії Дуррані і створення нової династії Баракзай, в Афганістані деякі пуштунські області вийшли з-під контролю влади, оскільки пуштуни втратили контроль над регіоном Пенджаб та Белуджистан в результаті англо-афганських воєн. Поступальне, протягом перших трьох чвертей XIX століття, просування Росії на Кавказ і Туркестан змусило Англію звернути увагу на Афганістан, в той час ще відокремлений від її індійських володінь обширною територією сикхських і синдських володінь. В міру наближення російських військ до кордонів Афганістану, військове значення Туреччини і Персії поступово падало в очах англійців, і натомість цього росло значення Афганістану, що став єдиним бар'єром, який відділяв російські володіння від кордонів Індії. Звідси думка про підпорядкування Афганістану або, принаймні, про міцний з ним союз, стала обов'язковим елементом усіх міркувань англійців, що стосувалися оборони їх індійських володінь.
Але причиною, що змусила Англію вже в 1808 році вступити у відносини з Афганістаном, була ні експансія Росії на південь, а плани Наполеона по захопленню Британської Індії. 1807 року був підписаний франко-іранський союз, що дозволяла Франції провести через Іран свої війська з метою захоплення Індії, тому Ост-Індській компанії довелося приймати відповідні дії. Позаяк Афганістан був північними воротами до Індії, було вирішено відправити туди посольство.
Як і в 1-у англо-афганську війну 1838–1842 років, англійці почали вторгнення в Афганістан внаслідок невдоволення його політичною орієнтацією на Росію. В 1878–1879 роках англо-індійські війська під командуванням генерал-майора Фредеріка Робертса, розгромивши у кількох селищах афганців, захопили Джелалабад, Кандагар і Кабул. Зазнавши поразки, емір Шир-Алі, залишивши владу своєму синові Мухаммед Якуб-хан куб-хану, та втік до 1878 року в російські володіння.
Наприкінці XIX і на початку XX століття британці прагнули використовувати Афганістан як буферну зону між Британською Індією та Російською імперією. У результаті довільної демаркації була створена т. зв. лінія Дюранда з метою розділити пуштунські території вздовж кордону Афганістану і Пакистану. Загальний ефект від штучно створеного кордону привів до накалюванню ситуації і до негативного ставлення з боку пуштунських племен до своїх сусідів. Ця політика Британії (розділяй і володарюй), призвела до посилення антиколоніальних настроїв у районах проживання пуштунських племен, і вони, в результаті, стали прагнути до незалежності і свободи від британського правління.
21 лютого 1919 року на емірський престол в Афганістані зійшов Аманулла-хан. Підтримуваний армією і радикальною партією «младоафганців», він оголосив про ліквідацію політичної залежності країни від Англії. 3 травня англо-індійська армія вторглася в країну на Хайберському, Вазиристанському і Кандагарському напрямку, у відповідь Аманулла-хан оголосив їм джихад. Але п'ятидесятитисячна афганська армія не змогла зупинити їх наступ, і вже 5 травня була змушена відмовитися від активних дій. Тільки наступного дня в Кабулі отримали ноту Великої Британії з офіційним оголошенням війни. Англійські літаки завдали бомбових ударів по Джелалабаду і Кабулу. Прикордонні афганські племена здійняли повстання проти англійців, і в цей же час в Індії посилився національно-визвольний рух. 3 червня було укладено перемир'я між англійськими і афганськими військами. 8 серпня 1919 року в Равалпінді (Британська Індія) був підписаний прелімінарний мирний договір Великої Британії з Афганістаном, згідно якого останньому надавалася незалежність у зовнішній політиці.
Під час Першої світової війни, афганський уряд зв'язався з Османською імперією і Німеччиною, через експедицію Нідермайєр -Хентінга, з метою приєднатися до Центральним державам від імені халіфа (турецький султан носив титул халіфа, тобто духовного лідера всіх мусульман) і, таким чином, брати участь у Джихаді. Однак Насрулла-хан не підтримав зусиль уряду і не став втручатися в конфлікт.
Великий візир (прем'єр-міністр) Османської імперії Касим-Бей видав фірман від імені султана перською мовою. Він був адресований «жителям Пуштуністану». У ньому було сказано, що коли англійці будуть розбиті, «Його Величність Халіф, за погодженням з союзними державами, надає гарантію незалежності для єдиної держави Пуштуністан і буде надавати всіляку підтримку йому. Я не дозволю будь-якого іноземного втручання в країні Пуштуністан». Однак зусилля не увінчалися успіхом, і афганський емір Хабибулла-хан зберіг нейтралітет Афганістану протягом всієї Першої світової війни.
У ході Місії Криппса в 1942 році і Урядової місії в Індію в 1946 році, афганський уряд неодноразово намагався добитися того, щоб будь-які дискусії про незалежність Індії протікали за участю його представників. Британський уряд відмовився від участі афганців у переговорах, оскільки не хотів ставити під сумнів територіальну приналежність     Північно-Західної прикордонної провінції.
Учасники руху Худай Хідматгаран і Абдул Гаффар-хан були учасниками ненасильницької групи, натхненні особистістю Махатми Ганді. У той час як уряд Афганістану був готовиц співпрацювати з Індійським національним конгресом, пуштунське населення Британської Індії бажало повної незалежності від Індії. Коли рішення про незалежність Індії було оголошено, до нього увійшло право на проведення референдуму в Північно-Західній прикордонній провінції, оскільки вона перебувала під владою Худай Хідматгарана і підтримуваного Конгресом, уряду доктора Джаббара Хана. Жителям провінції були дані два варіанти відповіді на референдумі: вступити до складу Пакистану чи залишитися у складі Індії. Право на повну незалежність регіону не було передбачено. 21 червень 1947 року, члени руху Худай Хідматгаран та інші лідери провінції зібралися під головуванням Аміра Мохаммада Хана Банну і прийшли до висновку, що в цьому виді референдум абсолютно не прийнятний і оскільки незалежність Пуштуністану не була передбачена, вони оголосили бойкот референдуму. Коли голосування було завершено, переважна більшість жителів провінції проголосували за приєднання до Пакистану. У результаті Північно-Західна прикордонна провінція увійшла до складу Пакистану.
Під час радянського вторгнення в Афганістан основний опір військам СРСР надавали переважно пуштунські, формування афганців. Після виведення радянських військ з Афганістану, таліби захопили владу в країні. Однак, у 2001 році до Афганістану вторглися війська НАТО і США, внаслідок чого Талібан знову перейшов до методів партизанської війни. 14 грудня 2007року в русі стався розкол, внаслідок чого був утворений Техрік Талібан-і-Пакистан, який проголосив незалежність населеного пуштунами Вазиристану від Пакистану.

### Створення Пакистану

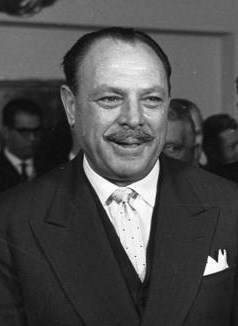
Мухаммед Айюб Хан, президент Пакистану з 1958 до 1969 року, пуштун за національністю

Уряд Афганістану виступив проти вступу Пакистану в ООН в 1947 році, хоча через кілька місяців змінив своє рішення. 26 липня 1949 року різке погіршення афгано-пакистанських відносин призвело до ряду збройних інцидентів на лінії Дюранда. Наймасштабнішим з них став авіаудар пакистанських ВПС по одному з сіл на афганській території. Зібралася після цього інциденту Лойя-джирга (всеафганська рада) ухвалила, що Кабул не визнає «уявного кордону» між двома державами, і що всі попередні угоди по лінії Дюранда були нелегітимними Проте в Пакистані положення пуштунів в суспільстві традиційно було високим. У 1950-1960-ті роки пуштуни зайняли багато вищих посад в пакистанському уряді та в збройних силах країни.
Афганські і пуштунські націоналісти не скористалися вразливістю Пакистану під час індо-пакистанського війни 1965 і індо-пакистанського війни 1971, і навіть підтримали Пакистан в цих війнах проти Індії. Крім того, якби Пакистан був приєднаний до Індії, то пуштунські націоналісти виявилися б у складнішій ситуації, оскільки їм довелося б боротися проти набагато сильнішого супротивника.
У 1970-х роках Пакистан і Афганістан знову опинилися в напружених відносинах, після придушення сепаратистського руху белуджів і пуштунських націоналістів під час правління Зульфікара Алі Бхутто. Пакистанський уряд вирішив вжити відповідні заходи проти пуштуністанскої політики Афганістану, підтримуючи ісламістських супротивників афганського уряду, у тому числі майбутніх лідерів моджахедів Гульбеддіна Хекматіяра і Ахмада Шаха Масуда. Це принесло помітний результат — в 1977 році афганський уряд Мухаммеда Дауда був готовий врегулювати всі невирішені питання в обмін на зняття заборони Національної народної партії на провінційну автономію для пуштунів, яка була гарантована Конституцією Пакистану, але скасована урядом Бхутто, коли вся країни була поділена на дві провінції Західний і Східний Пакистан.
З травня 2007 року розгорівся новий виток прикордонного конфлікту між двома країнами. Пакистанські війська вторглися на територію Афганістану і встановили на ній укріплені військові пости. Під час короткостроковій війни загинули десятки людей. Конфлікт досі не врегульовано, станом на 2011 рік сутички тривають.

## Пуштунські регіони Пакистану

### Хайбер-Пахтунхва

Карта адміністративного поділу Хайбер-Пахтунхва

Відомі прихильники незалежності Пуштуністану, Хан Абдул Валі Хан і Хан Абдул Гаффар-хан, хотіли єдиної держави для пуштунів і включення до неї Хайбер-Пахтунхву. Гаффар-хан заявив в Установчих зборах Пакистану в 1948 році, що він хоче перейменувати Північно-Західну прикордонну провінцію в Пуштуністан. За аналогією як названі інші провінції держави: Сінд, Пенджаб та інші. Рахмат Алі пропонував назвати провінцію — Афгані. Однак ця назва не змогла знайти політичну підтримку серед керівників провінції.
Найбільшою підтримкою користувався варіант перейменування ПЗПП в Пахтунхва (що перекладається як «пуштунська сторона»). Насим Валі Хан (дружина Хана Абдула Валі Хана) заявила в інтерв'ю: «Я хочу визначеності … Я хочу, щоб назва була змінена таким чином, що пуштуни були відзначені на мапі Пакистану … Назві „Пахтунхва“ понад 3000 років: назву, яка використовується Ахмедом Шах Абдалі, який сказав, що він забув все, включаючи трон Делі, але не Пахтунхва».
31 березня 2010 року пакистанська конституційна комісія погодилася перейменувати Північно-Західну прикордонну провінцію в Хайбер-Пахтунхва.

### Зона Племен
Конституція Пакистану регулює правові взаємовідносини в Зоні Племен, по суті дублюючи правила, які були встановлені британцями в 1901 році як Регулювання прикордонних злочинів. Юрисдикція Верховного суду Пакистану не поширюється на Зону Племен і на провінційно керовані племінні території; закони, що видаються в провінційній асамблеї Хайбер-Пахтунхва, не можуть бути застосовані до даних територій, тільки губернатор відповідної провінції і президент Пакистану можуть регулювати життя Зони Племен.
Пуштуни складають абсолютну більшість населення території, всього в Зоні Племен на 1998 рік проживало 3 176 331 чоловік.

## Дебати про долю Пуштуністану

Прапор прихильників створення Пуштуністану у 1947 році.

Позиції влади Афганістану і Пакистану з проблеми Пуштуністану сильно розрізняються. Так, позиція Афганістану по включенню пуштунських територій до свого складу категорично відкидається Пакистаном. Афганістан пояснює свої претензії на пакистанські пуштунські райони тим, що він був основним регіоном з проживання пуштунів починаючи з 1709 року династії Хотакі і в часи Дурранійської імперії. Згідно з історичними джерелами, афганські племена прийшли в долину Пешавар тільки після 800 року н. е., коли відбулися ісламські завоювання цієї області.
Угоди, наведені урядом Афганістану як доказ своїх претензій на пуштунські землі, включають Статтю 11 англо-афганського договору 1921, яка говорить: «обидві договірні сторони, не маючи претензій, використовуючи доброзичливі наміри по відношенню до племен, що проживають поряд з їх кордонами, зобов'язуються інформувати один одного про будь які майбутні військові операції, які можуть виявитися необхідними для підтримки порядку серед прикордонних племен». Додатковий лист англо-афганського договору 1921 року говорить: «В умовах проживання прикордонних племен, будь-які спірні питання повинні вирішуватися на користь уряду Афганістану. Я повідомляю вам, що британський уряд керується доброю волею по відношенню до всіх прикордонних племен і має всі наміри поводитися з ними щедро, за умови, що вони будуть утримуватися від зазіхань щодо народу Індії».